# Ontdek je plekje
Ontdek je plekje was een Nederlands televisieprogramma van de AVRO waarin een rondgang werd gemaakt langs historische Nederlandse en Belgische steden en dorpen. De serie liep van 1972 tot en met 1992. Regisseur van het programma was Joop Scheltens (1924-1993), die tevens de commentaarstem verzorgde. Het camerawerk deed Cor de Jager. Elke aflevering duurde 10 minuten.
De intromuziek is het "Pantomime" uit de opera Zémire et Azor van componist André Ernest Modeste Grétry (1741-1813).
Na het overlijden van Scheltens in 1993, overwoog de AVRO nog even om het programma voort te zetten, echter vanwege het feit dat de rustgevende stem van Scheltens zó bepalend en verbonden was met het programma, is hier verder van afgezien. Tien jaar na het overlijden van Scheltens is het Ontdek Je Plekje Genootschap opgericht om de herinnering aan het programma levend te houden door regelmatig afleveringen op Youtube te plaatsen en ze te laten herhalen via het digitale televisie themakanaal NPO 2 Extra, de app NPO Start en de televisiezender Ons. Ook gaat het Genootschap regelmatig op bezoek in gefilmde plaatsen om te controleren of alles er nog net zo bij staat als toen.

## Voorgeschiedenis
Het programma werd min of meer uit nood geboren. In het begin van de jaren zeventig kwamen er steeds meer omroepen bij, waardoor de zendtijd voor iedereen terugliep. Lange documentaires wilden de omroepen niet meer. Scheltens maakte zijn eerste 'Ontdek je plekje' in 1972 over het stadje Buren. Oppervlakkig beschouwd waren zijn filmpjes niet meer dan toeristische tips voor dagjesmensen, maar volgens Scheltens was dat zeker niet de bedoeling. In een vraaggesprek met de eigen omroepbladen Avrobode en Televizier in 1987 zei hij: 'Toeristische tips? Oh nee hoor. Dan heb je met andere zaken te maken, zoals ponyparken in Slagharen, golfslagbaden en verzin verder zelf maar. Daarmee heb ik niets te maken. Ik laat mooie oude dingen zien, historische zaken.'

## Afleveringen
Van Ontdek je plekje zijn 95 afleveringen bekend.
| #  | Plaats(en)                                         |
| -- | -------------------------------------------------- |
| 1  | Buren                                              |
| 2  | (onbekend)                                         |
| 3  | Vianen                                             |
| 4  | Kasteel Dussen en Korn                             |
| 5  | Domburg                                            |
| 6  | Schoonhoven en Haastrecht                          |
| 7  | De Wildenborgh, De Kiefskamp en Kasteel Vorden     |
| 8  | Heenvliet                                          |
| 9  | Franeker                                           |
| 10 | Leeuwarden                                         |
| 11 | Brielle                                            |
| 12 | Woudrichem / Loevestein                            |
| 13 | Zonnemaire en Dreischor                            |
| 14 | Alkmaar                                            |
| 15 | Oudewater                                          |
| 16 | Amersfoort                                         |
| 17 | Elburg                                             |
| 18 | Het Gein                                           |
| 19 | Amerongen                                          |
| 20 | Hoorn                                              |
| 21 | Dalfsen                                            |
| 22 | Wijk bij Duurstede                                 |
| 23 | Kampen                                             |
| 24 | Brielle                                            |
| 25 | De Linge                                           |
| 26 | Arnhem                                             |
| 27 | Zierikzee                                          |
| 28 | Dokkum                                             |
| 29 | Middelburg                                         |
| 30 | Laren en Blaricum                                  |
| 31 | 's-Hertogenbosch                                   |
| 32 | Durgerdam, Monnickendam, Ransdorp en Uitdammer Die |
| 33 | Voerendaal                                         |
| 34 | St. Anna ter Muiden                                |
| 35 | Graft en De Rijp                                   |
| 36 | Blokzijl en Vollenhove                             |
| 37 | Kastelen bij Jutphaas                              |
| 38 | Delft                                              |
| 39 | Naarden                                            |
| 40 | Breda                                              |
| 41 | Gouda                                              |
| 42 | Krommenie                                          |
| 43 | Den Haag                                           |
| 44 | Willemstad                                         |
| 45 | Dordrecht                                          |
| 46 | Tiel                                               |
| 47 | Steenwijk / Havelte                                |
| 48 | (onbekend, 5 afleveringen)                         |
| 49 | Gorinchem                                          |
| 50 | Maassluis                                          |
| 51 | Jaarsveld/Ameide                                   |
| 52 | Zoelen                                             |
| 53 | Bolsward                                           |
| 54 | Bergen op Zoom                                     |
| 55 | Harderwijk                                         |
| 56 | De Vecht                                           |
| 57 | Heusden                                            |
| 58 | Putten                                             |
| 59 | Naarden                                            |
| 60 | Culemborg                                          |
| 61 | Vorden                                             |
| 62 | Kampen                                             |
| 63 | De Linge                                           |
| 64 | Voerendaal                                         |
| 65 | St. Anna ter Muiden                                |
| 66 | Hindeloopen                                        |
| 67 | Coevorden                                          |
| 68 | Hattem                                             |
| 69 | Ammerzoden                                         |
| 70 | Steenwijk / Havelte                                |
| 71 | Zutphen                                            |
| 72 | Oirschot                                           |
| 73 | Winsum/Obergum                                     |
| 74 | Zierikzee                                          |
| 75 | Thorn                                              |
| 76 | Workum                                             |
| 77 | Goes                                               |
| 78 | Waardenburg/Neerijnen                              |
| 79 | Winterswijk                                        |
| 80 | Middelharnis/Sommelsdijk                           |
| 81 | Ootmarsum                                          |
| 82 | Goedereede                                         |
| 83 | Zwolle                                             |
| 84 | De Vecht                                           |
| 85 | Hattem                                             |
| 86 | Hindeloopen                                        |
| 87 | Amerongen                                          |
| 88 | 's-Heerenberg                                      |
| 89 | Eijsden                                            |
| 90 | Oudewater                                          |
| 91 | Schoonhoven                                        |
| 92 | Deventer                                           |
| 93 | Vollenhove                                         |
| 94 | Weesp                                              |
| 95 | Harlingen                                          |

## Populariteit
Het programma ontleende zijn enorme populariteit aan het feit dat het rust uitstraalde terwijl de camera steden en dorpen verkende. Er kwamen geen moderne of hedendaagse elementen in voor. Daarvoor was het vaak nodig de straat af te zetten, mensen te vragen hun auto, motor of bromfiets weg te zetten en verkeersborden soms te camoufleren. Ook mensen speelden nauwelijks een rol. Zij kwamen slechts zijdelings en in ieder geval niet sprekend in beeld. Wél werden regelmatig dieren zoals honden, katten, vogels, paarden, schapen en koeien getoond. Elke uitzending op de maandagavond trok vaak meer dan een half miljoen kijkers.
De AVRO bracht in 1991 VHS-videobanden van de serie uit. Ook verschenen er diverse boekjes van 'Ontdek je plekje'. Medio 2012 verscheen de gehele serie ook op dvd, in de vorm van een 7-delige boxset.